# Bernhard H. Dawson
Bernhard Hildebrand Dawson (Kansas City, 21 settembre 1890 – 18 giugno 1960) è stato un astronomo statunitense naturalizzato argentino.
Studiò presso l'Università del Michigan. Nel 1912 si recò in Argentina per accompagnare William Hussey, allora direttore dell'Osservatorio della Università del Michigan, che aveva accettato di dirigere l'Osservatorio Astronomico di La Plata. Acquisì la cittadinanza argentina per rimanere per sempre in questo paese e per tornare negli Stati Uniti solo per completare gli studi e per sposarsi. Dal 1913 lavorò  presso l'Osservatorio Astronomico di La Plata. Nel 1929 fu cofondatore della associazione argentina Amigos de la Astronomia. Nel 1933 conseguì il dottorato (Ph.D.) nel Michigan, con una tesi dal titolo Il sistema 1000 Beta Delta Plus 31. Fu professore alla Università Nazionale di San Juan dal 1948 fino al 1955.  
L'8 novembre, 1942 osservò una nova (Nova Puppis 1942) nella costellazione Puppis.  Nel 1948 si trasferì nella provincia di  San Juan dove, insieme ad altri astronomi, contribuì alla realizzazione dell’Osservatorio Astronomico Felix Aguilar.  Nel 1955 ritornò  a La Plata per assumere la direzione  dell’osservatorio di  quella città fino al 1957. I suoi principali contributi scientifici  sono attribuibili allo studio delle stelle binarie, delle  stelle variabili, degli  asteroidi e delle comete nel cielo meridionale. Nel 1958 fu  nominato primo presidente dell'Associazione Argentina di Astronomia.
A Bernhard Hildebrand Dawson la UAI ha intitolato il cratere lunare Dawson. 